# Сражение при Донгданге
Сражение при Донгданге (англ. Battle of Đồng Đăng) — одно из сражений Франко-китайской войны, в результате победы в котором французский Тонкинский экспедиционный корпус вышел к границе Цинской империи.

## Перед сражением
В середине февраля 1885 года авангард китайской Гуансийской армии, численность которой к этому времени доходила до 40 000 человек, перешёл в наступление и занял поперёк Мандаринской дороги сильно укрепленную позицию у посёлка Донгданг, откуда дорога разветвлялась, ведя на север, к Китайским пограничным воротам, и северо-запад, к важному пограничному проходу Тхатке (Thatke).
16 февраля главнокомандующий Тонкинским корпусом генерал Бриер де л'Иль покинул Лангшон с 1-й бригадой Джованнинелли, чтобы снять осаду с Туенкуанга. Перед отъездом он приказал генералу Франсуа-Оскару де Негрие, который остался в Лангшоне со 2-й бригадой, продвигаться к китайской границе и изгнать цинские войска из Тонкина. После пополнения запасов продовольствия и боеприпасов де Негрие двинулся на Гуансийскую армию в Донгданге.

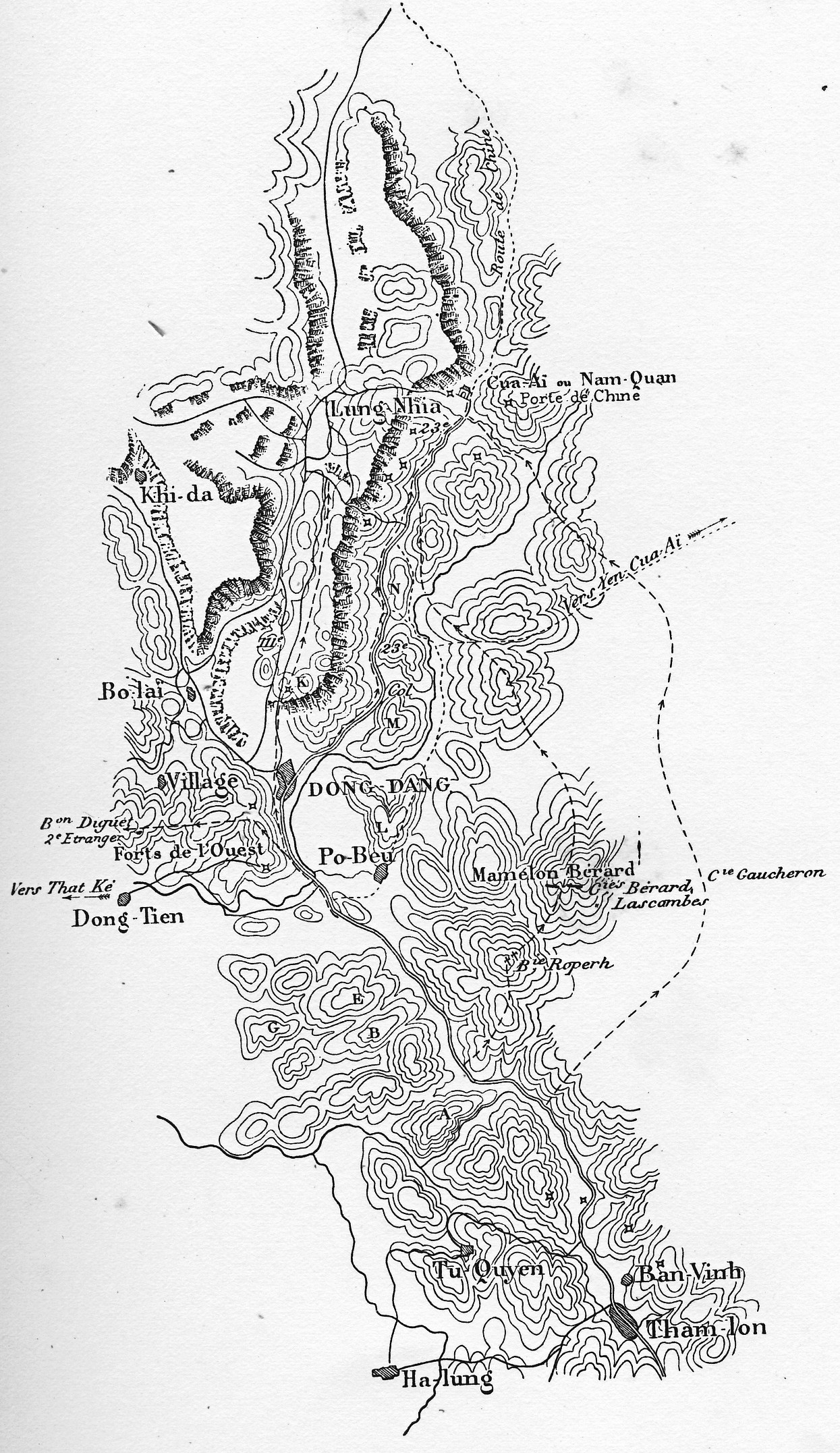
Карта-схема сражения

Китайские войска Пань Динсиня заняли чрезвычайно сильную позицию, сосредоточенную на известняковом плато высотой 300 метров, которое возвышалось к западу от Мандаринской дороги. На него можно было подняться только с западной стороны, и китайцы устроили на его вершине артиллерийскую позицию, сразу за Донгдангом. Маленький посёлок, расположенный в низине, был самым слабым местом в китайской обороне, но они сделали все возможное, чтобы укрепить его, построив три мощных форта на холмах к западу от Донгданга.

## Ход сражения
Французская атакующая колонна покинула Лангшон в 8:00 утра 23 февраля и направилась по Мандаринской дороге в сторону Донгданга. В 9:30 французский авангард бригады подошёл и развернулся по обеим сторонам дороги. Затем Негрие, подошедший с основными силами, направил половину своих войск слева, а другую половину — справа. Китайская атака на западный фланг развёртывания французов была остановлена огнём артиллерии и провалилась. Напротив, китайская атака справа, поддержанная артиллерией, вначале удалась, заставив французов попятиться, но контратакой резерва Негрие сумел отбить попытку противника.
Отразив обе фланговые атаки китайских войск, Негрие перешёл в трёхэтапное наступление. Первым делом после длительного артиллерийского обстрела китайских позиций в 15:00 были без труда захвачены западные форты, затем ускоренной атакой, бегом, одного батальона, перебравшегося через бурный ручей, в штыки были взяты позиции противника в Донгданге. Сосредоточившись внутри посёлка, где укрылись среди домов от огня китайцев с известнякового массива, французы затем атаковали южный ключевой пункт китайской линии на самом плато, захватили его, а потом двинулись вдоль его восточного края, очищая противника с их выгодных позиций над Мандаринской дорогой. Разбитый цинский авангард отступил к китайскому приграничному городу Лунчжоу.

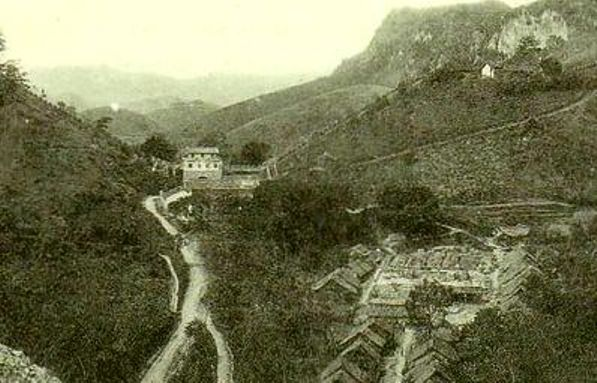
«Китайские ворота» севернее Донгданга

## Результаты
После изгнания цинских войск с территории Тонкина французы ненадолго пересекли границу провинции Гуанси и 25 февраля взорвали «Китайские ворота», здание китайской таможни на границе на перевале Чжэньнань (Чжэннаньгуань). Однако они не были достаточно сильны, чтобы воспользоваться этой победой, и в конце февраля Негрие вернулся в Лангшон с основной частью 2-й бригады. Небольшой французский гарнизон под командованием подполковника Эрбинжера был оставлен в Донгданге для наблюдения за передвижениями армии противника.